# Montigny-lès-Arsures

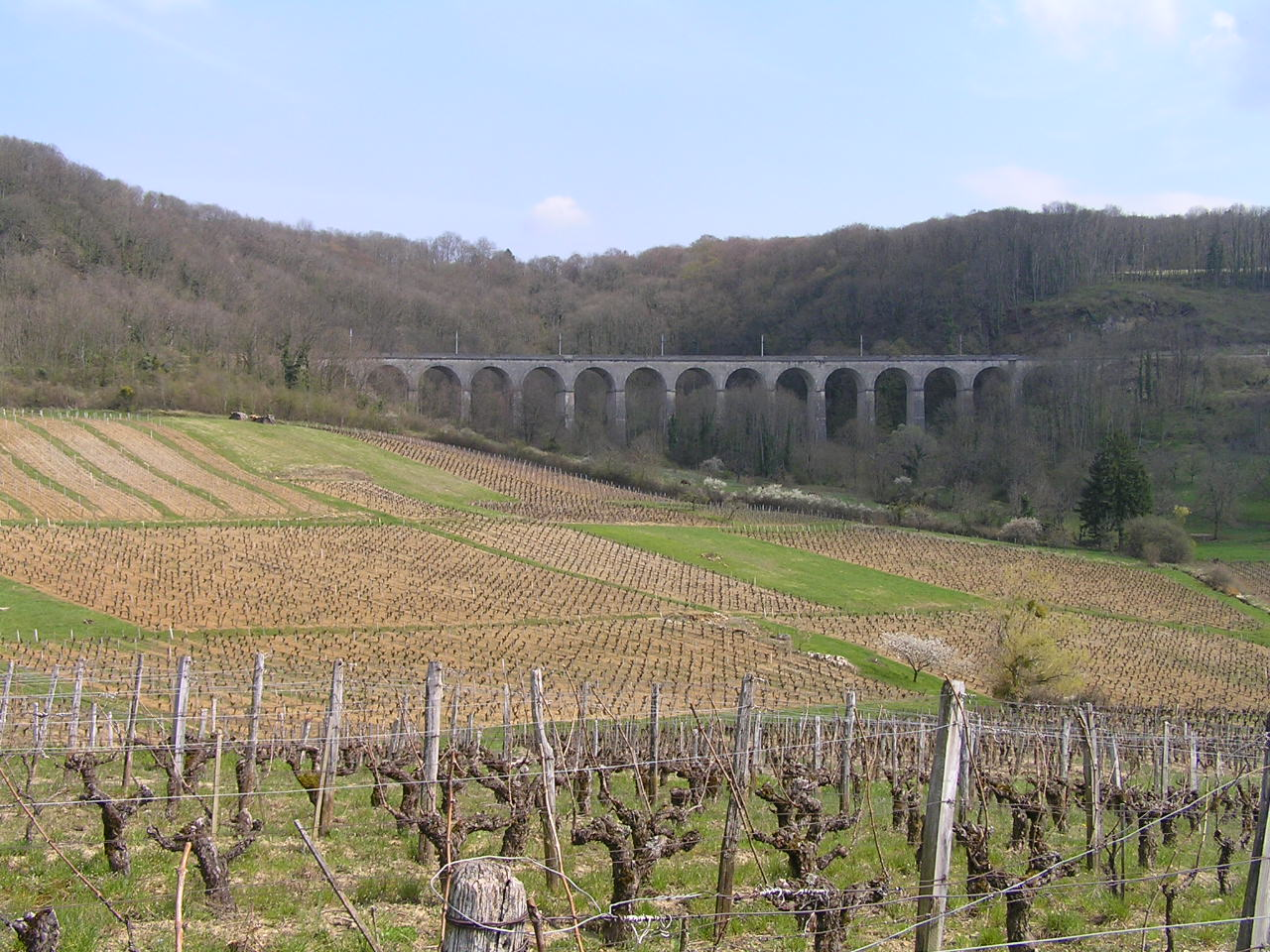
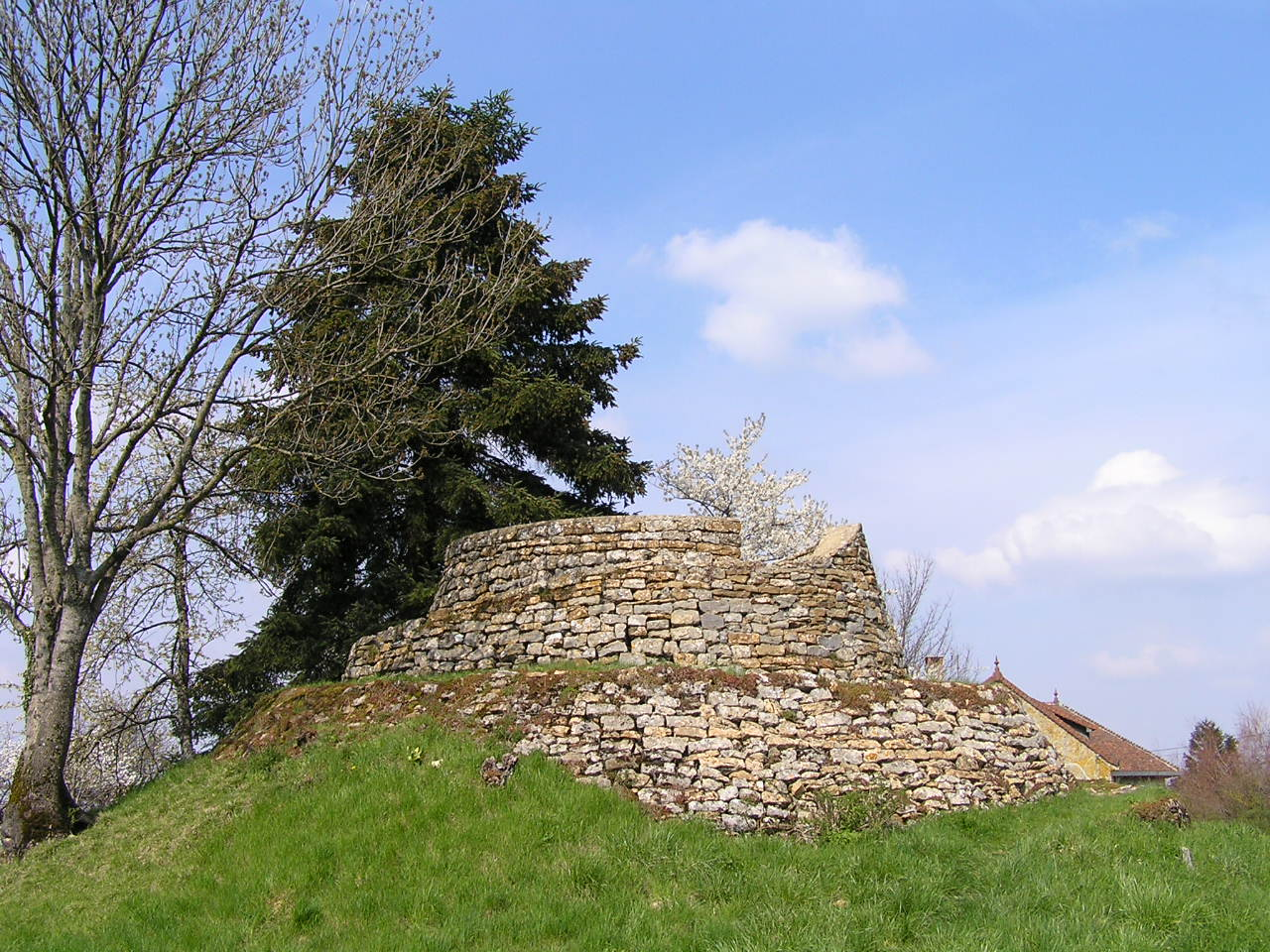

Montigny-lès-Arsures – miejscowość i gmina we Francji, w regionie Burgundia-Franche-Comté, w departamencie Jura.
Według danych na rok 1990 gminę zamieszkiwały 292 osoby, a gęstość zaludnienia wynosiła 27 osób/km² (wśród 1786 gmin Franche-Comté Montigny-lès-Arsures plasuje się na 461. miejscu pod względem liczby ludności, natomiast pod względem powierzchni na miejscu 389.).